# Lincoln Park (Georgia)
Lincoln Park is een plaats (census-designated place) in de Amerikaanse staat Georgia, en valt bestuurlijk gezien onder Upson County.

## Demografie
Bij de volkstelling in 2000 werd het aantal inwoners vastgesteld op 1122.

## Geografie
Volgens het United States Census Bureau beslaat de plaats een oppervlakte van
2,7 km², geheel bestaande uit land. Lincoln Park ligt op ongeveer 218 m boven zeeniveau.

## Plaatsen in de nabije omgeving
De onderstaande figuur toont nabijgelegen plaatsen in een straal van 24 km rond Lincoln Park.